# Schmidt (Bogenmacherfamilie)

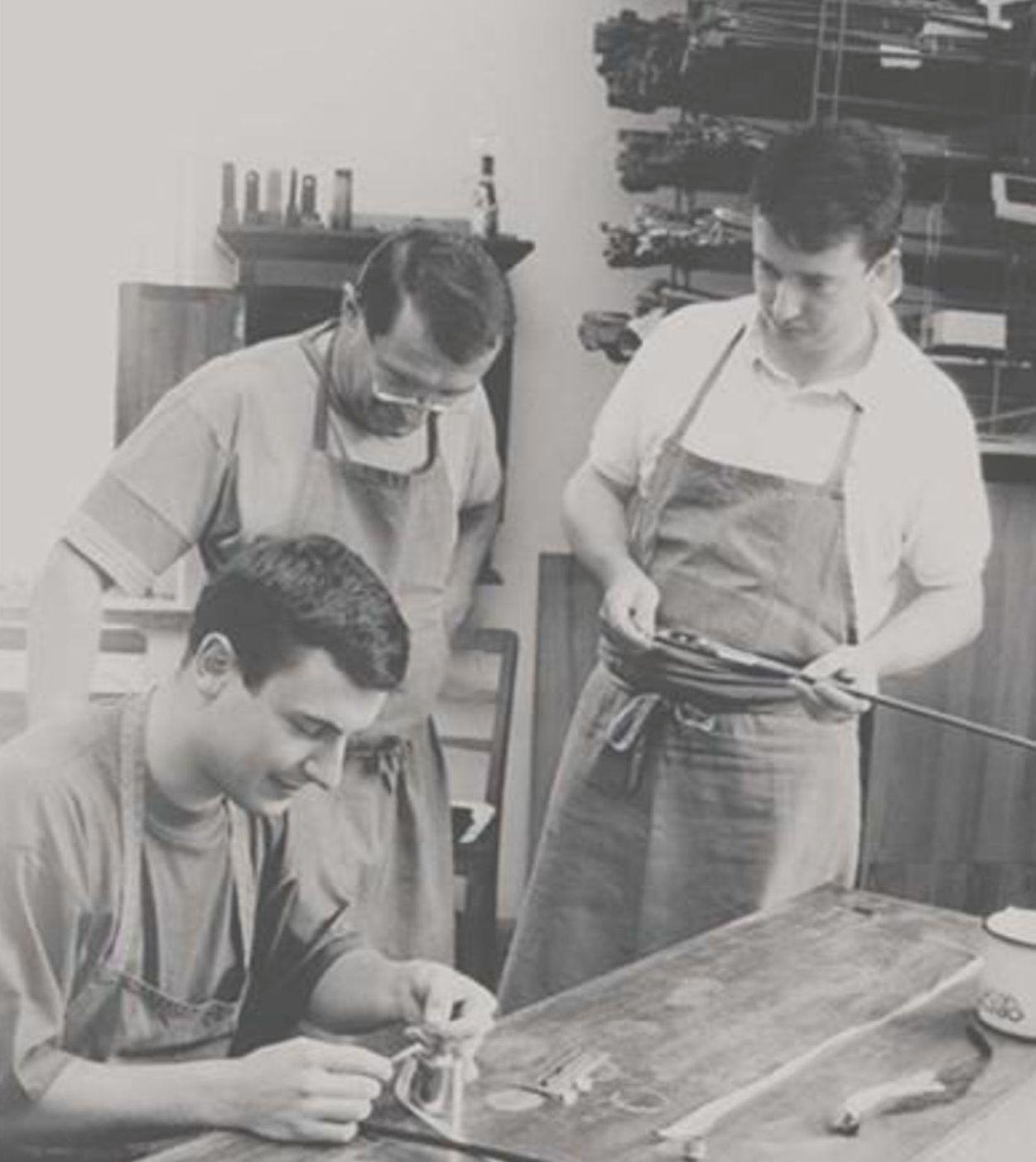
Jochen, Hans-Karl, Daniel Schmidt 1989

Die Bogenmacherfamilie Schmidt ist eine der Traditionfamilien im Bogenbauerhandwerk mit Wurzeln im Raum Markneukirchen im sächsischen Vogtlandkreis.

## Geschichte
Hans-Karl Schmidt (* 29. August 1940 in Erlbach) und seine Söhne Daniel Schmidt (* 6. Februar 1967) und Jochen Schmidt (* 1. Februar 1969) sowie Enkelin Friederike (* 26. Juli 1995) sind unter den heute noch tätigen Vertretern der seit über 100 Jahren bestehenden deutschen Tradition von Instrumenten- und Bogenmachermeistern im Raum von Markneukirchen im sächsischen Vogtlandkreis. Die Familien Dölling und Schmidt werden bereits im 19. Jahrhundert als Instrumentenbauer und Bogenmacher verzeichnet. Zusätzlich wurde vermerkt, welche Instrumentenbauer bei Dölling und Schmidt ihre Ausbildung erhielten.
Hans-Karl Schmidt erlernte das Bogenmacherhandwerk von 1955 bis 1958 bei seinem Stiefvater Kurt Dölling (1909–1990) in Erlbach. Schmidts leiblicher Vater, der Geigenbauer in zweiter Generation Rudolf Schmidt (* 1910) war im letzten Jahr des Zweiten Weltkriegs als Mitglied des Luftwaffenorchesters gefallen. Seine Witwe, selbst einer Klingenthaler Bogenmacherfamilie entstammend, hatte Dölling in zweiter Ehe geheiratet, der seine Lehre bei Hermann Todt absolviert hatte.
Hans-Karl Schmidt legte nach Lehr- und Gesellenjahren beim Vater und Wanderjahren u. a. in der Schweiz (bei Siegfried Finkel in Brienz und Pierre Vidoudez in Genf) 1963 in  Markneukirchen die Meisterprüfung ab und trat danach als Teilhaber in die Werkstatt von Kurt Dölling in Erlbach ein. Nach seinem Umzug nach Dresden im Jahr 1974 eröffnete er dort eine eigene Werkstatt, in der er bis heute tätig ist. Um die gravierenden Probleme der noch freiberuflich tätigen Bogenmacher der DDR vorrangig bei der Materialbeschaffung zu lösen, schloss er sich 1981 mit etlichen Kollegen der Fachgruppe der Geigenbaumeister der DDR an und wurde deren stellvertretender Vorsitzender. 1969 wurden zwei seiner Bögen in Lüttich mit Goldmedaillen ausgezeichnet. Rasch erwarb er sich einen Ruf als Fachmann besonders für Bögen der deutschen Schule.  Zunächst orientierte er sich beim Bau seiner Bögen am Grundmuster der Modelle von Kurt Dölling und an den französischen Vorlagen von François Nicolas Voirin und Eugène Sartory. In seiner Werkstatt in Dresden arbeitete er auch nach Modellen von François Tourte. Seit Mitte der 1980er Jahre dienen im ausschließlich die klassischen deutschen Modelle von Ludwig Bausch und Heinrich Knopf als Vorlage. Er ist unter anderem Mitglied in der „Entente International des Luthiers et Archetiers“ (EILA).
Geboren im vogtländischen Musikwinkel Klingenthal, begann sein älterer Sohn Daniel Schmidt bei seinem Vater in Dresden eine Bogenmacherlehre und erhielt Geigenunterricht. Auf erste Goldmedaillen 1989 und Meisterbrief 1990 folgten Wanderjahre u. a. in die Geigenbauwerkstatt von Amnon Weinstein in Tel Aviv. Seit 1996 hat er eine eigene Werkstatt in Dresden. Er ist Mitglied in der Musikinstrumentenbauer-Innung Dresden, war Präsident des Deutschen Geigenbauer- und Bogenmacherverbandes (2016 bis 2022) und ist wie sein Vater Mitglied der EILA.
Auch Daniel Schmidts Bruder Jochen Schmidt lernte beim Vater. Er erhielt mit 6 Jahren Cello-Unterricht und ließ sich als Geselle ebenfalls im In- und Ausland weiterbilden (Geigenbauwerkstatt Willem Bouman in Den Haag, Wolfgang Zunterer in München). Die Meisterprüfung legte er in Nürnberg ab. 1997 gründete er seine eigene Firma in Dresden. Mit seiner Tochter Friederike setzt nach Ausbildung in Mittenwald und Gesellenjahren (bei Ilkka Wainio in Helsinki und Hieronymus Köstler in Stuttgart) eine weitere Generation die Familientradition fort.
Beide Söhne von Hans-Karl Schmidt sind nicht nur als Bogenmacher erfolgreich, sondern engagierten sich intensiv auch ehrenamtlich im weiteren Wirkungsbereich ihres Berufs: Jochen Schmidt setzt sich engagiert für den nachhaltigen Umgang mit Materialien ein, die traditionell beim Bogenbau Verwendung finden. So übernahm er den Vizevorsitz im IBIZ, einer Gesellschaft zur Förderung der Internationalen Initiative zur Erhaltung des Fernambuks.
Daniel Schmidt übernahm 2016 den Vorsitz im Verband Deutscher Geigenbauer und Bogenmacher (VDG). Sein besonderes Interesse gilt deutschen Streichinstrumenten, die – häufig im Gegensatz zu ihren Besitzern – den Holocaust überlebten und den Weg nach Israel fanden. Zur Tagung des VDG 1999 lud er Amnon Weinstein ein, den er in Israel inspiriert hatte, diese Instrumente und deren jeweiligen Geschichten zu sammeln und der Öffentlichkeit vorzustellen, und er war u. a. Mitinitiator des Konzerts „Violinen der Hoffnung“ am 8. November 2018 im Dresdner Kulturpalast.

## Auszeichnungen
- Hans Karl Schmidt: Lüttich 1969 zwei Goldmedaillen; Jury-Mitglied in vielen internationalen Wettbewerben[19]

- Daniel Schmidt: Internationale Wettbewerbe in Mittenwald: 1989 zwei Goldmedaillen für Geigen- und Cellobogen, 1993 eine Bronzemedaille;[2] Jurymitglied des internationalen Etienne Vatelot Geigen- und Bogen-Wettbewerbes.[20]

- Jochen Schmidt: Concours International de Lutherie et d’Archeterie de la Ville de Paris 1991: Ehrenpreis · Violabogen nach W.C. Knopf und Ehrenpreis · Cellobogen nach J.B. Vuillaume; 1993: Goldmedaille · Violinbogen nach L. Bausch, Silbermedaille · Violabogen nach C.W. Knopf, Bronzemedaille · Cellobogen nach C. Süss[15]

## Schriften
- Hans Karl Schmidt, K. Grünke, W. Zunterer: Deutsche Bogenmacher, Band 1 1783–1945. Eigenverlag, Bubenreuth 2000, ISBN 3-00-005839-7.
- Hans Karl Schmidt, K. Grünke, W. Zunterer: Deutsche Bogenmacher, Band 2 1945–2000. Eigenverlag, Bubenreuth 2000, ISBN 3-00-005839-7.